# Hang Pa Chan
Hang Pa Chan (tiếng Thái: ถ้ําผาชัน, Tham Pa Chan, tiếng Anh: Steep Cliff Cave, nghĩa chữ: hang vách đá dốc) là một di chỉ khảo cổ học ở tỉnh Mae Hong Son, tây bắc Thái Lan, gần biên giới với Myanmar.
Hang ở gần và cùng kiểu với di chỉ Hang Ma hay Hang Thần, được Chester Gorman khảo sát và khai quật vào giữa những năm 1960. Đây là nơi người tiền sử săn bắt và hái lượm thuộc Văn hóa Hòa Bình đã cư trú vào từ khoảng 11 đến 7,5 Ka BP (Kilo annum before present: ngàn năm trước) .

## Vị trí và kết quả
Tên hang "vách đá dốc" chỉ ra nó ở trên một vách đá hẹp, nằm cạnh đường số 1178, cách sông Pai (huyện Pai) khoảng hai km, và cách trụ sở Ban quản lý Công viên quốc gia Pha Dang cỡ 4 km.
Di vật tìm thấy gồm xương của Taguan và sóc khác. Ngoài ra, ở đây chồng cốt của ít nhất ba loài thú hoang dã, gồm hai con trâu nước, 13 con nai và hai con heo, mà xương đã bị phá vỡ hệ thống và cháy thành than. Điều này cho thấy trước đây hơn 6 Ka vùng đã có một hệ động vật phong phú.
Các di vật từ hang Pa Chan đã được định tuổi bằng C14 cho ra tuổi 7,5-5,5 Ka.
Năm 1989 Charles Higham cho rằng các loài động vật đã bị bắt gần hang động và đưa đến đây để xông khói nhằm giữ cho thịt lâu hỏng. Bằng chứng về việc sử dụng phương pháp này cũng được tìm thấy trong Thung lũng Banyan. Hơn nữa, nhiều công cụ bằng đá đã được tìm thấy, được cho là đã được sử dụng để phá vỡ xương để lấy ra phần tủy xương. Tất cả những phát hiện này chỉ ra những người đó thuộc Văn hóa Hòa Bình.

## Chỉ dẫn
1. ↑  Chester Gorman (1938-1981) là nhà nhân chủng học và khảo cổ học người Mỹ, làm việc chủ yếu ở khu vực Đông Nam Á. Các di chỉ quan trọng nhất mà ông làm việc là Ban Chiang ở đông bắc Thái Lan và Hang Ma ở tây bắc Thái Lan, là những di chỉ lớn của Văn hóa Hòa Bình. Ông mất sớm vì bệnh ung thư.[2]